# Agnes Nalwanga
Agnes Nalwanga, là một nữ doanh nhân, quản lý chuyên nghiệp và doanh nghiệp điều hành người Uganda, người phục vụ như là Giám đốc Dịch vụ tiêu dùng tại Umeme TNHH, công ty phân phối điện lớn nhất ở Uganda. Cô là thành viên của Đội ngũ quản lý cấp cao của công ty.

## Hoàn cảnh và giáo dục
Agnes sinh ra ở Uganda, khoảng năm 1975. Cô theo học các trường địa phương cho giáo dục tiểu học và trung học của mình. Bằng cấp đầu tiên của cô, Cử nhân Thương mại với chuyên ngành Marketing, được lấy từ Đại học Makerere, trường đại học công lập lớn nhất và lâu đời nhất ở Uganda.
Cô theo đó với bằng Thạc sĩ về Chính sách và Quản lý Kinh tế, cũng từ Makerere. Sau đó, cô lấy bằng Thạc sĩ Quản trị Kinh doanh tại Đại học Assam Don Bosco, ở Assam, Ấn Độ.

## Sự nghiệp
Agnes có một sự nghiệp kéo dài hơn 20 năm trong lĩnh vực quản lý trong ngành điện của Uganda, trở lại vào cuối những năm 1990, trong những ngày ông từ chối Ủy ban Điện lực của Uganda. Từ năm 2006, cô đã làm việc với Umeme trong nhiều vai trò khác nhau, bao gồm Quản lý khu vực, Quản lý dịch vụ bán lẻ và Quản lý khu vực. Trong các vai trò khác nhau của mình, cô lên án hành vi chia sẻ điện trái phép thông qua hệ thống dây điện bí mật, thường dẫn đến điện giật và hỏa hoạn, đặc biệt là ở các khu ổ chuột ở ngoại ô và ngoại ô.